# Turdus eremita
Turdus eremita é uma espécie de ave da família Turdidae.
É endémica de Santa Helena (território).
Os seus habitats naturais são: matagal de clima temperado, campos de gramíneas de clima temperado e costas rochosas.